# Радмила Савићевић
Радмила Савићевић (Крушевац, 8. фебруар 1926 — Београд, 8. новембар 2001) била је српска и југословенска глумица. Уживала је велику популарност и наклоност публике и сматрана је једним од симбола југословенског глумишта.
Каријеру је почела 1946, а први филм снимила 1961. године. Пажњу на себе је скренула 1968. у филму Вишња на Ташмајдану, где је играла разредног старешину. Популарност стиче као Виолета у Камионџијама, девојка заљубљена у Пају Чутуру (Павле Вуисић), и као бака Вука у Позоришту у кући. Године 1976. снима ТВ серију Бабино унуче, да би потом играла у серији Врућ ветар. Крајем осамдесетих тумачи лик секретарице Жарке у Бољем животу, а године 1993. њена каријера долази до врхунца улогом Риске Голубовић у Срећним људима. Њена последња улога била је Достана у Породичном благу.
Награду Добричин прстен никада није добила, будући да јој, како је сама говорила, филмски критичари никада нису били наклоњени. Награду Жанка Стокић добила је 2003. постхумно. Остала је упамћена по улогама бака и добронамерних, простодушних жена са села. Федис је од 2021. године по њо њој назвао Награду за најбољу женску епизодну улогу.

## Биографија

### Млади дани у Крушевцу
Радмила Савићевић је рођена 1926. у Крушевцу, као Радмила Миленковић. Мајка Цана је била самохрана кројачица, а осим Радмиле имала је и два сина. По завршетку школе постала је члан Крушевачког позоришта са којим је гостовала по целој Југославији. Године 1947. придружила се Нишком народном позоришту где је играла у представи Кола мудрости – двоја лудости Александра Островског, да би се потом вратила у Крушевац. Комитет је вратио у родни град уз образложење: Зашто би Рада забављала Нишлије, кад може и наше? Године 1956. постаје стални члан позоришта у Нишу и ту игра у око четрдесет комада. Савићевићева је касније признала да је у то време маштала да каријеру настави у Сарајеву, али када јој је Меша Селимовић, директор Сарајевског народног позоришта, понудио ангажман, она је одбила. Најпознатија је била као глумица у Молијеровим комадима, као Ана у Васи Железновој Максима Горког и као Сарка у Нушићевој Ожалошћеној породици. Педесетих година двадесетог века Радмила игра у позоришту и лагано кроји лик глумице која се најбоље сналази у комичним улогама. Негде у то време постаје првакиња Београдског драмског позоришта и управо у Београду, уз велику помоћ и наговор редитеља Александра Ђорђевића, упознаје предности филмске уметности. Двадесет година по доласку у престоницу, Радмила је признала да је увек држала да је одлука о напуштању родног Крушевца и Ниша била смела. Како каже, тамо је оставила све што је годинама стварала – од дома до популарности, да би дошла у Београд, где је морала све испочетка. Храбру одлуку подстакла је јака жеља да се опроба у свим медијима, будући да су је мамили и телевизија и филм. Глумица још додаје да никада због тога није зажалила.

### 1961— 1970: Прве улоге
Прву улогу на филму Радмила је добила као Лепосава у Мица и Микица, остварењу Владе Петровића и Јована Коњовића из 1961, поред Даре Чаленић, Ђузе Стоиљковића и Ружице Сокић. Следеће године играла је у телевизијском филму Три приче о Џефу Питерсу редитеља Александра Ђорђевића. У насловној улози био је Миодраг Петровић Чкаља, док је Савићевића, у претежно мушком саставу, добила прилику да заигра главну женску улогу. Филмски портал IMDb наводи да је Радмила остварила споредне улоге у филмовима Прозван је и V-3, Др и Саша. Глумица је играла и разредног старешину у филму Вишња на Ташмајдану. Иако епизодна, улога у том југословенском биоскопском хиту донела је популарност на нивоу републике. До краја деценије, Савићевићева је гостовала у једној епизоди ТВ серије Сачулатац, опет поред Чкаље, и у серији Самци из 1969, која није заживела после емитовања прве сезоне. Мало запаженија била је опет краткотрајна ТВ серија Леваци из 1970. године, где је Радмила играла Вуку Радовић у седам од укупно десет епизода колико је снимљено.

### 1971— 1975: „Камионџије“
Године 1971. Радмила Савићевић добила је епизодну улогу у дуговечној ТВ серији Операција 30 слова, која се на РТС-у емитовала од октобра 1969. до маја 1974. године. Више од 100 епизода серије биле су информативног и образовног карактера, а водитељи и учесници били су познате личности, попут Секе Саблић, Душка Радовића, Арсена Дедића и других. У исто време играла је Матилду у акционој комедији Моја луда глава, затим Ајку Гашић у популарној југословенској комедији Бубашинтер, у серији за децу – С ванглом у свет, као и у тинејџерској серији Дипломци - лик газдарице Савке. Следеће године се више окренула филму, па је прихватила улогу Терезе у драми Милојева смрт, као и улоге у слабо запаженим филмовима Време коња и Љубавни случај сестре једног министра, поред Ружице Сокић. Сокићева је исте године играла у филму Жута, који се касније постао круна њене каријере и донео је бројне награде, између којих и најпрестижнију Златну арену за глумицу године на Филмском фестивалу у Пули. Савићевићева се осврнула на невелик број награда и признања у њеној каријери рекавши да је критика никада није волела. Глумица је сматрала да је критичари држе за ново и анонимно лице. Критика није било у изобиљу, а опет било је и похвала и покуда. Савићевића је рекла да као што добре критике нису могле да је успавају, тако ни оне лоше нису могле да је обесхрабре, пошто је одувек чврсто била на ногама и стајала иза свих ликова које је тумачила.
Године 1973. од јануара до марта, емитује се серија „Камионџије”, у којој Радмила има споредну улогу, уз Павла Вуисића и Миодрага Петровића Чкаљу. Савићевићева је тумачила лик Виолете, агресивне и необразоване, али надасве снажне и добродушне жене из народа, која је заљубљена у Пају Чутуру, те хоће да га узме за мужа. Серија је била толико популарна да је после неколико година доживела наставак. Сво троје глумаца дошли су тако до највише тачке у својим каријерама, уживајући статус водећих југословенских глумачких звезда. Многе Радмилине сцене постале су култне — сцена у којој наговара Јарета да јој помогне да се венча са Пајом, а он, не схвативши да она себе има у виду за младу, признаје да намерава да Пају ожени својом свастиком (Ово је коњ, а ово је она), затим место где јој певачица Лепа Лукић објашњава како се ваља шминкати, те на крају сцена у којој она долази у кућу Јарића, даје Јарету паре да Пају извади из затвора и тражи му да јој се закуне да неће рећи Паји ко му је помогао.

### „Позориште у кући“
После свеопштег успеха ТВ серијала Камионџије, Радмила почиње да мисли да филм ипак није пут којим јој је суђено да пође и одлучује да остане на телевизији. Исте године – 1973. – игра у две епизоде мини–серије Наше приредбе, али и у комедији Драга тетка Гордана Михића, поред Рахеле Ферари. 
Упоредо са Камионџијама, на РТВ Београд се емитовала и серија Позориште у кући – телевизијска драма о породици Петровић, коју чине Родољуб (Ђуза Стоиљковић), младић са села, и његова жена Олга (Станислава Пешић), девојка из Београда, затим њихов син Борко и Олгина мајка, Снежана Николајевић (Олга Ивановић), која би била пример београдске предратне даме високог порекла. Најчешће место на коме се рађао хумор ове социјалне драме седамдесетих био је управо однос зета из провинције и таште из Београда, нарочито када на зетову страну дође његова мајка, Вука Петровић (из измишљеног села Пржогрнаца), коју је тумачила управо Савићевићева, а који ће касније постати прототип за све њене веће улоге. Наиме, Вука Петровић је све што Снежана Николајевић није - неука, простодушна, неотесана, добростива и племенита, добра куварица, поборник сеоских вредности.
Позориште у кући почело је са приказивањем пре Камионџија – чак 21. октобра 1972. године – али је потоња серија ипак наишла на масовнији одзив публике. Током година које ће доћи, Позориште добија превласт, првенствено због своје дуговечности – серија је снимана и емитована све до 1984. године, након 84 епизоде. Године 2007. снимљен је и наставак у коме је улога Рође припала Драгану Бјелогрлићу, улога таште Тањи Бошковић, а мајка-Вуке Милени Дравић (која је уједно била део и оригиналне поставе из седамдесетих, као госпођа Делач). Ипак, двехиљадитих Камионџије поново постају популарније, свакако због ануалног репризирања на РТС–у.
Међутим, када је у питању каријера саме Радмиле Савићевић, како и историчари, тако и сама глумица сматра да је важније било Позориште у кући, будући да је име Вукосаве „мајка–Вуке” Петровић постало генерацијски упамћено. Савићевићева је касније говорила да јој људи прилазе на улици и кажу: „Јао, мајка–Вуко, како добро играте ту Живадинку у Бољем животу!” Радмила каже да је у сећању људи остала упамћена као мајка–Вука из простог разлога што свако има мајку, и што је свако у том лику тражио онај мирис детињства, ону топлину која му недостаје.

### 1976— 1979: „Бабино унуче“
Године 1975. играла је у серији Ђавоље мердевине, поново са Павлом Вуисићем, и са Вером Чукић у главној улози, а затим и у филму Драги, буди ми непознат - са Светланом Бојковић и Жиком Миленковићем, Радмилиним вишедеценијским добрим пријатељем. Годину дана касније, на позив Здравка Шотре, придружила се споредном улогом екипи филма Џангризало коју су чинили Зоран Радмиловић и Весна Чипчић, а играла је и жену у незапаженом Све што је било лепо Слободана Шијана.
Радмила је још једном потврдила свој статус једног од најпрепознатљивијих лица са малог екрана прихвативши улогу у дечјој ТВ серији Бабино унуче, која је почела са приказивањем на Бадње вече 1977. године. Кроз тринаест епизода које је режирао Тимоти Џон Бајфорд прати се дечаштво несигурног Јоце који са својом баком Томанијом одлази из малог шумадијског села да се настани у Београду. Као и претходно, у Позоришту у кући, и овде се хумор базира на судару урбаног и руралног, једино што је у Бабином унучету тај судар мање безазлен, будући да је приказан из перспективе детета и кроз најчешће сурови ток одрастања. За разлику Београђана који су у Позоришту забавни и неспретни, овде су малограђани и неприродни. Савићевићева је овом улогом готово постала бака нације, пошто је серија била репризирана сваке године, на велико одушевљење млађе генерације.

Исте године глумица прихвата минорну улогу у изузетно успешном Специјалном васпитању – дебитантском филму Горана Марковића и Бранислава Лечића. Следеће улоге биле су јој у филму Двобој за јужну пругу, Тигар, затим у женској ТВ серији Једини дан, која није заживела. Радмила је за свој последњи пројекат седамдесетих одабрала кратки ТВ филм, Златан ланчић, у коме је платно делила једино са Меримом Исаковић.

### 1990— 1998: „Срећни људи“
Радмила добија улогу једне старице зване Ристана Риска Голубовић. Има мужа Аранђела Голубовића (тумачи Велимир Бата Живојиновић), сина Вукашина (тумачи Десимир Станојевић) од којег има двоје унучади - Небојшу (звани Неца) и Ђурђину (звана Ђина, тумачи Дубравка Мијатовић). Радила је цео век као чистачица и живела у беспарици. Како је њен муж саградио ортачку кућу са Михајлом Остојићем (тумачи Никола Симић), често се свађа са Остојићем из чега избијају бројне комичне ситуације. Брине се за све у кући и многи је не разумеју у њеним намерама. У народу су и дан данас популарни њени цитати као нпр. Риска од Ристане - вриска ће тек да настане.

### Приватни живот
Била је удата за глумца Божидара Савићевића.

## Смрт
Преминула је 8. новембра 2001. године у 75. години живота. Сахрањена је четири дана након тога у Алеји заслужних грађана на Новом гробљу у Београду.

## Чувене реплике
- Лепо вам је овде, мало је сниско, плафон виси, иначе, овако, утуткано је.
- Здраво, човечуљак!
- Је л' пита за мене? Добро, не мораш да лажеш. Знам да га не занимам. (Камионџије)
- Има само један услов: да не кажеш Паји Чутури ко га је спасио из затвора, моје име да не спомињеш. (Камионџије)
- Ја сам самостални саветник, и радим главом (Зоран Цвијановић) – А ја сам самостална курирка, и радим ногама! (Полтрон)
- Кварите ову нашу социјалистичку омладину – вас би требало пријавити милицији за ширење блуда, да вам заврну муда! Рики, опсуј матер! (Жикина женидба)
- И спремачица, и чистачица, и домаћица, и клозетарка! Коју ће још функцију да ми доделе? (Срећни људи)
- Какву кафу пијете? Никакву! (Драган Николић)  Једну никакву и киселу воду! (Бољи живот)

## Улоге

### Филм и телевизија
|                   | 1960 ▼ | 1970 ▼ | 1980 ▼ | 1990 ▼ | 2000 ▼ | Укупно |
| ----------------- | ------ | ------ | ------ | ------ | ------ | ------ |
| Дугометражни филм | 4      | 7      | 7      | 2      | 1      | 21     |
| ТВ филм           | 2      | 7      | 5      | 7      | 1      | 22     |
| ТВ серија         | 2      | 9      | 7      | 4      | 1      | 23     |
| ТВ мини серија    | 0      | 0      | 2      | 1      | 0      | 3      |
| Укупно            | 8      | 23     | 21     | 14     | 3      | 69     |

| Год.       | Назив                                 | Улога                        |
| ---------- | ------------------------------------- | ---------------------------- |
| 1960.-те ▲ |                                       |                              |
| 1961.      | Мица и Микица                         | Лепосава                     |
| 1962.      | Три приче о Џефу Питерсу              |                              |
| 1962.      | Саша                                  |                              |
| 1962.      | Прозван је и V-3                      | ботаничарка                  |
| 1962.      | Др                                    | Сојка                        |
| 1968.      | Вишња на Ташмајдану                   | разредни старешина           |
| 1968.      | Сачулатац                             |                              |
| 1969.      | Самци 2 (ТВ серија)                   |                              |
| 1970.-те ▲ |                                       |                              |
| 1971.      | Операција 30 слова                    |                              |
| 1971.      | С ванглом у свет                      |                              |
| 1970−1971. | Леваци                                | Вука Радовић                 |
| 1971.      | Моја луда глава                       |                              |
| 1971.      | Бубашинтер                            | Рајка Гашић                  |
| 1971.      | Дипломци                              | газдарица Савка              |
| 1972.      | Време коња                            |                              |
| 1973.      | Милојева смрт                         | Тереза                       |
| 1973.      | Љубавни случај сестре једног министра |                              |
| 1973.      | Камионџије                            | Виолета                      |
| 1973.      | Наше приредбе (ТВ серија)             |                              |
| 1973.      | Паја и Јаре                           | Виолета                      |
| 1974.      | Драга тетка                           |                              |
| 1973−1974. | Позориште у кући                      | Вука Петровић                |
| 1975.      | Позориште у кући                      | Вука Петровић                |
| 1975.      | Ђавоље мердевине                      | Каја                         |
| 1975.      | Драги, буди ми непознат               |                              |
| 1976.      | Џангризало                            | „Дебела”                     |
| 1976.      | Бабино унуче                          | баба Томанија                |
| 1976.      | Све што је било лепо                  | Жена                         |
| 1977.      | Специјално васпитање                  | комшиница                    |
| 1978.      | Двобој за јужну пругу                 | Мишина мајка                 |
| 1978.      | Тигар                                 | Тамарина мајка               |
| 1978.      | Једини дан (ТВ серија)                |                              |
| 1979.      | Златан ланчић                         |                              |
| 1980.-те ▲ |                                       |                              |
| 1980.      | Авантуре Боривоја Шурдиловића         | Шурдина баба                 |
| 1980.      | Врућ ветар                            | Шурдина баба                 |
| 1980.      | Позориште у кући                      | Вука Петровић                |
| 1980.      | Само за двоје                         | Милорадова бивша жена        |
| 1981.      | Свињски отац                          | Дара Васиљевић               |
| 1981.      | Војници                               | грађанка                     |
| 1982.      | Докторка на селу                      | баба Симка                   |
| 1983.      | Приче из Непричаве                    |                              |
| 1984.      | Седефна ружа                          |                              |
| 1984.      | Др                                    | Мара Цвијовић                |
| 1984.      | Давитељ против давитеља               | Мица Мојсиловић              |
| 1984.      | Пази шта радиш                        | Љубина мајка                 |
| 1984.      | Камионџије поново возе                | Виолета                      |
| 1984.      | Војници                               | грађанка                     |
| 1984.      | Позориште у кући                      | Вука Петровић                |
| 1986.      | Неозбиљни Бранислав Нушић             | Жанка Стокић „Живка Поповић“ |
| 1988.      | Бољи живот                            | Живадинка Жарка Шијаковић    |
| 1989.      | Време чуда                            | старица                      |
| 1989.      | Бољи живот                            | Живадинка Жарка Шијаковић    |
| 1989.      | Полтрон                               | Курирка                      |
| 1989.      | Смехотворци (ТВ серија)               |                              |
| 1989.      | Другарица министарка                  | тетка Савка                  |
| 1990.-те ▲ |                                       |                              |
| 1991.      | Видео јела, зелен бор                 | Милица                       |
| 1990−1991. | Бољи живот                            | Живадинка „Жарка” Шијаковић  |
| 1992.      | Жикина женидба                        | Жена с кучетом               |
| 1992.      | Тесна кожа: Новогодишњи специјал      | Кафе куварица Ленче          |
| 1993.      | Рај (ТВ)                              | Рођака Црњанског             |
| 1993.      | Обрачун у Казино Кабареу              | Хортензија                   |
| 1993.      | Лакши случај смрти                    | баба                         |
| 1993.      | Снежна краљица                        | Куварица                     |
| 1993-1994. | Срећни људи                           | Ристана Риска Голубовић      |
| 1995.      | Симпатија и антипатија                | Станија                      |
| 1995.      | Знакови (ТВ)                          | Драгојла                     |
| 1995.      | Театар у Срба                         | глумица                      |
| 1996.      | Добро вече, децо                      | бака Рада                    |
| 1995−1996. | Срећни људи                           | Ристана „Риска” Голубовић    |
| 1998−2001. | Породично благо                       | Достана                      |
| 2000.-те ▲ |                                       |                              |
| 2000.      | Сенке успомена                        | комшиница                    |
| 2001.      | А сад адио                            | Достана                      |

### Позориште
- Госпођа Министарка (500 извођења)
- Зона Замфирова (139 извођења)
- Ивкова слава
- Сабирни центар (више од 200 извођења)
- Полтрон (20 година извођења)
- Инспекторове сплетке
- Проневера